# Bionicle 2 - Le leggende di Metru Nui
Bionicle 2 - Le leggende di Metru Nui (Bionicle 2: Legends of Metru Nui) è il secondo film della serie Bionicle, prodotta dalla LEGO. Il film è uscito verso la fine del 2004.

## Trama
Toa Lhikan, ultimo Toa rimasto a proteggere la città di Metru Nui, sta cercando delle strane pietre, ma viene attaccato dai cacciatori di taglie Krekka e Nidhiki. Dopo essere sfuggito ai cacciatori di taglie, Lhikan consegna ognuna delle sei pietre trovate ad ogni Matoran di ogni Metru diverso. Quando consegna l'ultima pietra a Vakama, un costruttore di maschere Kanohi, in Ta-Metru, Lhikan viene catturato da Krekka e Nidhiki. Subito dopo la cattura di Toa Lhikan, Turaga Dume viene a chiedere a Vakama se la maschera del tempo è pronta, ma il Matoran dice: "solamente con i sei grandi dischi è possibile costruire una macchina così potente". Insieme alla pietra donatagli dal Toa Lhikan, Vakama trova anche una mappa, che lo conduce al grande tempio. Qui il matoran incontra anche gli altri cinque prescelti. Ognuno di loro inserisce dentro una struttura la propria pietra, ed appare l'ologramma di Toa Lhikan, che dice ai Matoran di mettere in salvo il cuore di Metru Nui. I Matoran vengono trasformati in Toa, e vakama inizia ad avere delle strane visioni. Vakama dice agli altri Toa che per dimostrare a Turaga Dume che sono degni di essere Toa, devono ritrovare i sei Grandi Dischi. Trovati i doni, i Toa si recano al Grande stadio, dove Turaga Dume mette alla prova le loro abilità nel campo di Protodermis. I Toa falliscono miseramente, e Turaga Dume fa credere ai Matoran che essi sono degli impostori; così, egli riesce successivamente a catturare Nuju, Whenua e Onewa, mentre invia Krekka e Nidhiki a cercare Matau, Nokama e Vakama, che sono invece riusciti a fuggire. I Toa capiscono che devono scoprire i poteri delle loro maschere per poter salvare il cuore di Metru Nui. Vakama scopre che i sei grandi dischi si possono unire per trovare un disco da cui ricavare la Maschera del Tempo. Nel frattempo, in prigione, un misterioso Turaga aiuta i tre Toa catturati a trovare i poteri delle loro maschere. Nuju scopre di poter far volare gli oggetti, Whenua di poter illuminare la sua maschera, Onewa scopre di poter manipolare i pensieri altrui. Nokama, Matau e Vakama riescono a ritrovare i loro amici e scoprono che il misterioso Turaga è proprio Lhikan.
Anche Nokama e Matau avevano imparato il potere della loro maschera, Nokama sapeva parlare con gli animali e Matau poteva mutare forma. Vakama ritrova il vero Turaga Dume e diversi Matoran in varie capsule, e il saggio Turaga Lhikan spiega ai Matoran il piano del malvagio Makuta: infatti Makuta si era spacciato per Dume e aveva intenzione di rinchiudere i Matoran in capsule e quando si sarebbero svegliati, avrebbero ricordato Makuta come il loro unico dio. Vakama capisce il significato delle sue visioni, e capisce che devono andare in un'altra isola, nell'isola di Mata Nui, portando i Matoran con loro. Makuta però ostacola il cammino dei Toa e Vakama è costretto a sfidarlo, usando la maschera del tempo che aveva precedentemente costruito. Tuttavia il suo potere non può contrastare quello di Makuta e Lhikan si sacrifica per salvare Vakama. Vakama riesce a scoprire i poteri della sua maschera, ovvero l'invisibilità, ma dopo una lotta con Makuta capisce che per sconfiggerlo servono anche gli altri Toa. I Toa rinchiudono Makuta in una gabbia di portodermis e vanno nell'isola di Mata Nui, dove si trasformano in Turaga per risvegliare i Matoran. Vakama dà la maschera di Toa Lhikan al matoran Jaller.